# Dasyarctia grisea
Dasyarctia grisea là một loài bướm đêm thuộc phân họ Arctiinae, họ Erebidae.